# Rébellion de Banastre
La rébellion de Banastre est un soulèvement dans le Lancashire en 1315, dirigé contre le comte Thomas de Lancastre et ses soutiens.

## Causes
La rébellion éclate lorsqu'un groupe de chevaliers mécontents décide de se venger du comte de Lancastre en s'attaquant à son allié Robert de Holland. Cette bande de chevaliers est conduite par Adam Banastre de Bretherton, William de Bradshaigh et Henry Lea de Charnock Richard. Les causes de leurs griefs est le favoritisme accordé par le comte à la famille Holland.

## Déroulement
Le groupe de chevaliers se rencontre le 8 octobre 1315 à Westhoughton, où ils projettent d'attaquer les Radcliffes, proches de la famille Holland. Ils attaquent le bourg de Radcliffe, où ils capturent Adam de Radcliffe. Le raid poursuit sa route jusqu'à la maison de Henry de Bury, qui est tué. Le lendemain, rejoints par Ralph Bickerstaff, shérif du Lancashire, ils mettent à sac la ferme du bailli du recteur de Wigan, un autre partisan de Holland, pillant ses cultures et lui volant de nombreux biens. Les rebelles pillent ensuite Norley Hall, qui appartient à Thurstan de Norley, un partisan du comte de Lancastre. Le pillage se poursuit dans le Sud du Lancashire. Le château de Halton est pris, tandis qu'un assaut sur le château de Liverpool échoue. Les rebelles se saisissent ensuite de Clitheroe, puis terrorisent la population de Preston,.
Finalement, Edmund de Neville, shérif adjoint du Lancashire, rassemble une armée fidèle au comte et confronte les rebelles à Deepdale, près de Preston. En moins d'une heure, les rebelles sont mis en déroute et Ralph Bickerstaff est tué. Rejoint par Robert de Holland, Neville pourchasse les fugitifs vers le Sud. Adam Banastre et Henry Lea sont capturés à Charnock Richard après avoir été trahis. Ils sont sommairement exécutés. De son côté, William Bradshaigh s'échappe, peut-être au pays de Galles, et est proclamé hors-la-loi.

## Suites
Après la bataille de Boroughbridge en 1322, le comte de Lancastre est exécuté à Pontefract par le roi Édouard II pour haute trahison, tandis que Robert de Holland, qui l'a abandonné au dernier moment, est incarcéré. William Bradshaigh sort de sa cachette et reprend sa querelle avec Richard de Holland, frère de Robert. Édouard II les fait arrêter et emprisonner. Après la chute d'Édouard II en 1326, Robert de Holland est libéré. Il est tué dès 1328 par Henri de Lancastre, frère et héritier du comte Thomas, pour sa traitrise à Boroughbridge. William Bradshaigh est quant à lui tué en 1333 au cours d'un affrontement avec les Radcliffe près de Newton-le-Willows.